# TheOdd1sOut
Роберт Джеймс Раллисон (родился 14 мая 1996 г.), известный в сети как TheOdd1sOut — американский ютубер, карикатурист, аниматор, писатель, актёр озвучивания и продюсер. Он известен созданием сюжетных анимаций на своем канале YouTube и соавтором сериала Oddballs.

## Личная жизнь
Раллисон родился в Чандлере, штат Аризона, 14 мая 1996 года, в семье мормонов. Он учился в средней школе Перри в Гилберте, штат Аризона. По словам Раллисона, у него не было формального обучения рисованию, но в детстве он хотел стать карикатуристом.
В 2018 году Раллисон переехал в Глендейл, Калифорния.

## Карьера

### Веб-комиксы
Первыми опубликованными иллюстрированными работами Раллисона были веб-комиксы под названием TheOdd1sOut. Он загрузил первый комикс на Tumblr в июне 2012 года, когда ему было 16 лет. После 100 комиксов у него появилось 100 подписчиков, и ему потребовалось около года, чтобы привыкнуть к своему художественному стилю. К сентябрю 2016 года он написал около 400 стрипсов. Раллисон описал персонажей своих комиксов как «зефирных людей» из-за их белого округлого вида. Его комиксы, как правило, были сосредоточены на беззаботных темах, таких как буквальное понимание известных каламбуров или высмеивание социальных клише.

### YouTube
30 августа 2014 года, чуть более чем через два года после запуска своего веб-комикса, Раллисон запустил свой канал на YouTube как комикс theodd1sout. В своих анимационных видеороликах, в которых представлены те же «зефирные люди», что и в веб-комиксе, он рассказывает об истории своей жизни, своих мыслях и мнениях. Его первое видео называлось «Книга, которую я сделал в детстве», и в нём рассказывалось о коротком рассказе, который он написал, когда учился в начальной школе. В апреле 2016 года его канал набрал более 278 000 подписчиков, что дало ему в общей сложности более 400 000 подписчиков. В какой-то момент Раллисон бросил колледж, чтобы полностью посвятить себя видеосъемке.
2 декабря 2017 года Раллисон создал второй канал TheOdd2sOut, на который он загружает дополнительный контент, не связанный с анимацией, например видеоигры с участием других людей. TheOdd2sOut достиг 1 миллиона подписчиков в апреле 2018 года, а основной канал достиг 10 миллионов подписчиков в январе 2019 года.

### Сотрудничество
Раллисон сотрудничал с другими для создания двух песен и сопровождающих их музыкальных клипов: «Life is Fun» в июле 2018 года с Дэвидом Брауном из Boyinaband; и «Good Person» в декабре 2020 года с Джоэлом Бергхультом из RoomieOfficial.
Его анимационный персонаж появился в сцене титров YouTube Rewind: The Shape of 2017 и в YouTube Rewind 2018: Everyone Controls Rewind, где у него есть говорящая роль.
В марте 2019 года Раллисон снялся в видео YouTuber Battle Royale от MrBeast за 200 000 долларов. Он был в команде с Jaiden Animations и Энтони Падиллой, и они выиграли первый раунд. Раллисон отдал прибыль, которую он получил от YouTuber Battle Royale, в #TeamTrees, некоммерческую организацию, основанную MrBeast, которая поставила цель посадить 20 миллионов деревьев к концу 2019 года.
Разное
Раллисон написал книгу под названием "TheOdd1sOut: How to Be Cool and Other Things I Definitely Learned from Growing Up", которая была выпущена в июле 2018 года.
Раллисон также работал над настольной игрой Can't Catch Harry, а 22 ноября Раллисон анонсировал и выпустил свою мобильную игру под названием "TheOdd1sOut: Let's Bounce!".
В июне 2022 года Раллисон объявил, что позже в этом году на Netflix состоится премьера мультсериала Oddballs, основанного на его персонаже.

## Приём
По состоянию на 16 мая 2023 года у основного канала Раллисона на YouTube  более 19 миллионов подписчиков, а у его дополнительного канала — более 2,71 миллиона подписчиков.
Сценарист Foodbeast Питер Фам назвал три видео Раллисона о работе в Subway (которое Раллисон комедийно называет «Sooubway») «потрясающими» и «веселыми».
В 2017 году Дэйв Трамбор из Collider назвал Раллисона одним из пяти ютуберов, которые «готовились к массовому успеху». В 2018 году Кристин Брантли из Culturess положительно оценила его канал и веб-комиксы, написав: «Вы будете прикованы к экрану, смотря все эти веселые клипы и читая все его замечательные комиксы».

## Книги
- TheOdd1sOut: How to Be Cool and Other Things I Definitely Learned from Growing Up (Июль 2018)
- TheOdd1sOut: The First Sequel (Март 2020)